# Scorched Earth
Scorched Earth es un videojuego que fue popular en la era de DOS, originalmente escrito por Wendell Hicken usando Borland C++ y Turbo Assembler, en el cual se jugaba a controlar tanques en un sistema de juego por turnos, sobre un terreno en dos dimensiones. Cada jugador debía ajustar el ángulo y la potencia de disparo de los tanques bajo su control, lo cual se realiza todos los turnos. A pesar de su estilo simple (y simples gráficas, en comparación con los juegos más recientes), todavía es muy jugable, al punto de que algunos lo encuentran muy adictivo.
Su lema, "The Mother of all Games" (La madre de todos los juegos) fue concebido en 1991, durante la guerra del golfo, después de que Saddam Hussein amenazara a Estados Unidos diciendo que si ellos pisaban suelo Iraquí se desencadenaría "La Madre de todas las Guerras".

## Jugabilidad
Scorched Earth es uno más de muchos juegos del estilo "guerras por turnos". Estos se encuentran entre los más antiguos juegos de computadoras, con versiones existentes para distintas arquitecturas. Scorched Earth, con una gran cantidad de armas y objetos especiales, es considerado el precursor de este tipo de juegos, en el cual se basan Worms y GunBound.
El juego tiene una amplia variedad de opciones de parametrización, desde la modificación de la gravedad del campo de batalla, hasta la caída de meteoritos u otros efectos naturales, lo cual genera una gran cantidad de situaciones, haciendo que cada vez que se juega sea distinta a la anterior.
Además de los cambios propios de las opciones, los mensajes de los jugadores manejados por la computadora (AI players, manejados mediante inteligencia artificial) también pueden ser modificados mediante dos archivos de texto utilizados por el juego. Estos archivos son TALK1.CFG y TALK2.CFG, los cuales contienen los mensajes de los jugadores antes de disparar y antes de morir, respectivamente. Algunos de estos mensajes son "I shall smash your ugly tank!" (Voy a aplastar tu horrible tanque) y "Join the army, see the world they said" (Únete a la armada, verás el mundo decían ellos).
El rango de armas va desde misiles pequeños hasta bombas de racimo, misiles MIRV, bombas nucleares, etc. Se puede utilizar además un objeto especial llamado tracer, con el cual el jugador puede afinar la trayectoria del disparo para el próximo turno (es una especie de bala de goma). Además existen bombas de napalm, funky bombs (algo así como bombas locas, las cuales se separan en varias bombas al momento de caer en un blanco), y bombas de tierra, las cuales permiten arrojar tierra encima de otros tanques, o remover tierra que se encuentre debajo de otros jugadores, siendo ésta una excelente técnica si es que el jugador afectado no posee paracaídas. Muchos otros ítems añaden un nivel más técnico al juego, como los escudos y las baterías.